# Dr. Klein (Fernsehserie)/Episodenliste

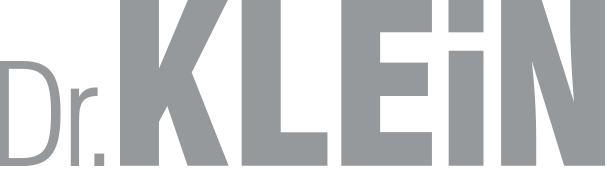
Logo der Serie

Diese Episodenliste enthält alle Episoden der deutschen Krankenhausserie Dr. Klein, sortiert nach der deutschen Erstausstrahlung. Die Fernsehserie umfasst fünf Staffeln mit 62 Episoden.

## Übersicht
| Staffel | Episodenanzahl | Erstausstrahlung | Erstausstrahlung  |
| Staffel | Episodenanzahl | Staffelpremiere  | Staffelfinale     |
| ------- | -------------- | ---------------- | ----------------- |
| 1       | 12             | 10. Oktober 2014 | 2. Januar 2015    |
| 2       | 12             | 2. Oktober 2015  | 18. Dezember 2015 |
| 3       | 13             | 7. Oktober 2016  | 30. Dezember 2016 |
| 4       | 12             | 7. Oktober 2017  | 23. Dezember 2017 |
| 5       | 13             | 5. Januar 2019   | 6. April 2019     |

## Staffel 1
| Nr. (ges.) | Nr. (St.) | Originaltitel      | Erstausstrahlung D | Regie            | Drehbuch                    | Zuschauer | Marktanteil |
| ---------- | --------- | ------------------ | ------------------ | ---------------- | --------------------------- | --------- | ----------- |
| 1          | 1         | Nach Hause         | 10. Okt. 2014      | Gero Weinreuter  | Torsten Lenkeit             | 4,67 Mio. | 18,7 %      |
| 2          | 2         | Inseln             | 17. Okt. 2014      | Gero Weinreuter  | Stephan Wuschansky          | 4,52 Mio. | 17,4 %      |
| 3          | 3         | Ein neues Leben    | 24. Okt. 2014      | Gero Weinreuter  | Andreas Knaup               | 4,48 Mio. | –           |
| 4          | 4         | Hoffnungen         | 31. Okt. 2014      | Gero Weinreuter  | Axel Hildebrand             | 4,07 Mio. | 16,1 %      |
| 5          | 5         | Eifersucht         | 7. Nov. 2014       | Gero Weinreuter  | Axel Hildebrand             | 3,93 Mio. | –           |
| 6          | 6         | Dicke Luft         | 14. Nov. 2014      | Gero Weinreuter  | Torsten Lenkeit             | 4,06 Mio. | –           |
| 7          | 7         | Sackgassen         | 21. Nov. 2014      | Gero Weinreuter  | Thomas Frydetzki, Mira Roth | 3,77 Mio. | 14,2 %      |
| 8          | 8         | Rückschläge        | 28. Nov. 2014      | Gero Weinreuter  | Andreas Knaup               | 3,53 Mio. | 14,1 %      |
| 9          | 9         | Rausch             | 5. Dez. 2014       | Rainer Matsutani | Stephan Wuschansky          | 4,16 Mio. | 15,4 %      |
| 10         | 10        | Perfekte Welt      | 12. Dez. 2014      | Rainer Matsutani | Torsten Lenkeit             | 3,87 Mio. | –           |
| 11         | 11        | Schatten           | 19. Dez. 2014      | Rainer Matsutani | Thomas Frydetzki, Mira Roth | 3,49 Mio. | –           |
| 12         | 12        | Schluss mit lustig | 2. Jan. 2015       | Rainer Matsutani | Torsten Lenkeit             | 3,61 Mio. | 12,6 %      |

## Staffel 2
| Nr. (ges.) | Nr. (St.) | Originaltitel   | Erstausstrahlung D | Regie            | Drehbuch                                     | Zuschauer | Marktanteil |
| ---------- | --------- | --------------- | ------------------ | ---------------- | -------------------------------------------- | --------- | ----------- |
| 13         | 1         | Schicksal       | 2. Okt. 2015       | Gero Weinreuter  | Torsten Lenkeit                              | 2,88 Mio. | 12,4 %      |
| 14         | 2         | Lichtblicke     | 9. Okt. 2015       | Gero Weinreuter  | Torsten Lenkeit                              | 2,98 Mio. | 12,2 %      |
| 15         | 3         | Entscheidungen  | 16. Okt. 2015      | Gero Weinreuter  | Torsten Lenkeit, Mira Roth, Thomas Frydetzki | 3,18 Mio. | 12,2 %      |
| 16         | 4         | Fehler          | 23. Okt. 2015      | Gero Weinreuter  | Torsten Lenkeit, Axel Hildebrand             | 4,00 Mio. | 14,1 %      |
| 17         | 5         | Schein und Sein | 30. Okt. 2015      | Käthe Niemeyer   | Torsten Lenkeit, Axel Hildebrand             | 3,21 Mio. | 12,0 %      |
| 18         | 6         | Familienbande   | 6. Nov. 2015       | Käthe Niemeyer   | Torsten Lenkeit, Stephan Wuschansky          | 3,28 Mio. | 12,0 %      |
| 19         | 7         | Liebe           | 13. Nov. 2015      | Käthe Niemeyer   | Torsten Lenkeit, Mira Roth, Thomas Frydetzki | 3,98 Mio. | 13,1 %      |
| 20         | 8         | Schuld          | 20. Nov. 2015      | Käthe Niemeyer   | Torsten Lenkeit                              | 3,39 Mio. | 12,5 %      |
| 21         | 9         | Träume          | 27. Nov. 2015      | Rainer Matsutani | Torsten Lenkeit                              | 3,42 Mio. | 12,7 %      |
| 22         | 10        | Bedürfnisse     | 4. Dez. 2015       | Rainer Matsutani | Torsten Lenkeit                              | 3,27 Mio. | 12,6 %      |
| 23         | 11        | Albträume       | 11. Dez. 2015      | Rainer Matsutani | Torsten Lenkeit                              | 3,29 Mio. | 12,5 %      |
| 24         | 12        | Schmerzen       | 18. Dez. 2015      | Rainer Matsutani | Torsten Lenkeit                              | 3,58 Mio. | 13,5 %      |

## Staffel 3
| Nr. (ges.) | Nr. (St.) | Originaltitel         | Erstausstrahlung D | Regie            | Drehbuch                                       | Zuschauer | Marktanteil |
| ---------- | --------- | --------------------- | ------------------ | ---------------- | ---------------------------------------------- | --------- | ----------- |
| 25         | 1         | Davor und Danach      | 7. Okt. 2016       | Gero Weinreuter  | Torsten Lenkeit                                | 3,69 Mio. | 14,1 %      |
| 26         | 2         | Sehnsucht             | 14. Okt. 2016      | Gero Weinreuter  | Torsten Lenkeit                                | 3,10 Mio. | 11,7 %      |
| 27         | 3         | Herzschmerzen         | 21. Okt. 2016      | Gero Weinreuter  | Torsten Lenkeit, Mira Roth, Thomas Frydetzki   | 3,09 Mio. | 11,6 %      |
| 28         | 4         | Getrennte Wege        | 28. Okt. 2016      | Gero Weinreuter  | Torsten Lenkeit, Stephan Wuschansky            | 3,36 Mio. | 12,5 %      |
| 29         | 5         | Familienprobleme      | 4. Nov. 2016       | Rainer Matsutani | Torsten Lenkeit                                | 3,37 Mio. | 12,3 %      |
| 30         | 6         | Mütter                | 11. Nov. 2016      | Rainer Matsutani | Torsten Lenkeit                                | 3,35 Mio. | 12,2 %      |
| 31         | 7         | Rollenspiel           | 18. Nov. 2016      | Rainer Matsutani | Torsten Lenkeit, Anke Winschewski, Niels Holle | 3,37 Mio. | 12,3 %      |
| 32         | 8         | Zukunft – Teil 1      | 25. Nov. 2016      | Rainer Matsutani | Torsten Lenkeit                                | 3,18 Mio. | 12,0 %      |
| 33         | 9         | Zukunft – Teil 2      | 2. Dez. 2016       | Rainer Matsutani | Torsten Lenkeit                                | 3,27 Mio. | 12,5 %      |
| 34         | 10        | Mut                   | 9. Dez. 2016       | Käthe Niemeyer   | Torsten Lenkeit                                | 3,27 Mio. | 12,4 %      |
| 35         | 11        | Auf den zweiten Blick | 16. Dez. 2016      | Käthe Niemeyer   | Torsten Lenkeit                                | 3,34 Mio. | 12,8 %      |
| 36         | 12        | Zeichen               | 23. Dez. 2016      | Käthe Niemeyer   | Torsten Lenkeit                                | 3,99 Mio. | 13,4 %      |
| 37         | 13        | Überraschungen        | 30. Dez. 2016      | Käthe Niemeyer   | Torsten Lenkeit                                | 3,17 Mio. | 11,4 %      |

## Staffel 4
| Nr. (ges.) | Nr. (St.) | Originaltitel           | Erstausstrahlung D | Regie            | Drehbuch                                               | Zuschauer | Marktanteil |
| ---------- | --------- | ----------------------- | ------------------ | ---------------- | ------------------------------------------------------ | --------- | ----------- |
| 38         | 1         | Im freien Fall          | 7. Okt. 2017       | Rainer Matsutani | Torsten Lenkeit                                        | 3,32 Mio. | 13,5 %      |
| 39         | 2         | Konsequenzen            | 14. Okt. 2017      | Rainer Matsutani | Torsten Lenkeit                                        | 2,86 Mio. | 11,8 %      |
| 40         | 3         | Pläne                   | 21. Okt. 2017      | Rainer Matsutani | Mira Roth, Thomas Frydetzki, Torsten Lenkeit           | 3,17 Mio. | 12,1 %      |
| 41         | 4         | Falsches Spiel          | 28. Okt. 2017      | Rainer Matsutani | Daniel Wuschansky, Stephan Wuschansky, Torsten Lenkeit | 3,05 Mio. | 11,8 %      |
| 42         | 5         | Chaos                   | 4. Nov. 2017       | Gero Weinreuter  | Torsten Lenkeit                                        | 3,27 Mio. | 12,2 %      |
| 43         | 6         | Antworten               | 11. Nov. 2017      | Gero Weinreuter  | Torsten Lenkeit                                        | 3,80 Mio. | 14,6 %      |
| 44         | 7         | Karma                   | 18. Nov. 2017      | Gero Weinreuter  | Mira Roth, Thomas Frydetzki, Torsten Lenkeit           | 2,96 Mio. | 10,8 %      |
| 45         | 8         | Unter Druck             | 25. Nov. 2017      | Gero Weinreuter  | Daniel Wuschansky, Stephan Wuschansky, Torsten Lenkeit | 3,16 Mio. | 11,8 %      |
| 46         | 9         | Versagen                | 2. Dez. 2017       | Käthe Niemeyer   | Stephan Wuschansky, Daniel Wuschansky, Torsten Lenkeit | 2,96 Mio. | 11,3 %      |
| 47         | 10        | Perspektiven            | 9. Dez. 2017       | Käthe Niemeyer   | Mira Roth, Thomas Frydetzki, Torsten Lenkeit           | 2,54 Mio. | 9,9 %       |
| 48         | 11        | Sprung ins kalte Wasser | 16. Dez. 2017      | Käthe Niemeyer   | Torsten Lenkeit                                        | 2,89 Mio. | 11,4 %      |
| 49         | 12        | Fiasko                  | 23. Dez. 2017      | Käthe Niemeyer   | Torsten Lenkeit                                        | 3,07 Mio. | 11,3 %      |

## Staffel 5
| Nr. (ges.) | Nr. (St.) | Originaltitel               | Erstausstrahlung D | Regie            | Drehbuch                              | Zuschauer | Marktanteil |
| ---------- | --------- | --------------------------- | ------------------ | ---------------- | ------------------------------------- | --------- | ----------- |
| 50         | 1         | Aller Anfang ist schwer (1) | 5. Jan. 2019       | Rainer Matsutani | Torsten Lenkeit                       | 3,78 Mio. | 14,0 %      |
| 51         | 2         | Aller Anfang ist schwer (2) | 19. Jan. 2019      | Rainer Matsutani | Torsten Lenkeit                       | 2,99 Mio. | 11,2 %      |
| 52         | 3         | Auf einen Schlag            | 26. Jan. 2019      | Rainer Matsutani | Torsten Lenkeit                       | 2,92 Mio. | 10,9 %      |
| 53         | 4         | Fragen                      | 2. Feb. 2019       | Rainer Matsutani | Mira Roth                             | 2,97 Mio. | 11,2 %      |
| 54         | 5         | Kopfkino                    | 9. Feb. 2019       | Rainer Matsutani | Stephan Wuschansky, Daniel Wuschansky | 3,08 Mio. | 11,5 %      |
| 55         | 6         | In der Zwickmühle (1)       | 16. Feb. 2019      | Gero Weinreuter  | Torsten Lenkeit                       | 3,04 Mio. | 11,7 %      |
| 56         | 7         | In der Zwickmühle (2)       | 23. Feb. 2019      | Gero Weinreuter  | Torsten Lenkeit                       | 2,56 Mio. | 10,0 %      |
| 57         | 8         | Unter Verdacht              | 2. März 2019       | Gero Weinreuter  | Torsten Lenkeit                       | 3,01 Mio. | 11,4 %      |
| 58         | 9         | Auf dünnem Eis              | 9. März 2019       | Gero Weinreuter  | Torsten Lenkeit                       | 2,73 Mio. | 10,4 %      |
| 59         | 10        | Schlechtes Gewissen         | 16. März 2019      | Käthe Niemeyer   | Torsten Lenkeit                       | 2,62 Mio. | 10,3 %      |
| 60         | 11        | Totalschaden                | 23. März 2019      | Käthe Niemeyer   | Torsten Lenkeit                       | 3,44 Mio. | 13,9 %      |
| 61         | 12        | Strafe                      | 30. März 2019      | Käthe Niemeyer   | Torsten Lenkeit                       | 2,47 Mio. | 10,0 %      |
| 62         | 13        | Phantomschmerzen            | 6. Apr. 2019       | Käthe Niemeyer   | Torsten Lenkeit                       | 2,60 Mio. | 10,8 %      |